# Gisèle d'Autriche
 Gisèle Louise Marie de Habsbourg-Lorraine, archiduchesse d'Autriche, princesse de Bohême et de Hongrie et, par mariage, princesse de Bavière (née au palais de Laxenbourg  le 12 juillet 1856 – décédée  à Munich le 27 juillet 1932) est la seconde enfant et seconde fille de l'empereur et roi François-Joseph Ier d'Autriche et de son épouse Élisabeth de Wittelsbach, la célèbre Sissi.

## Biographie

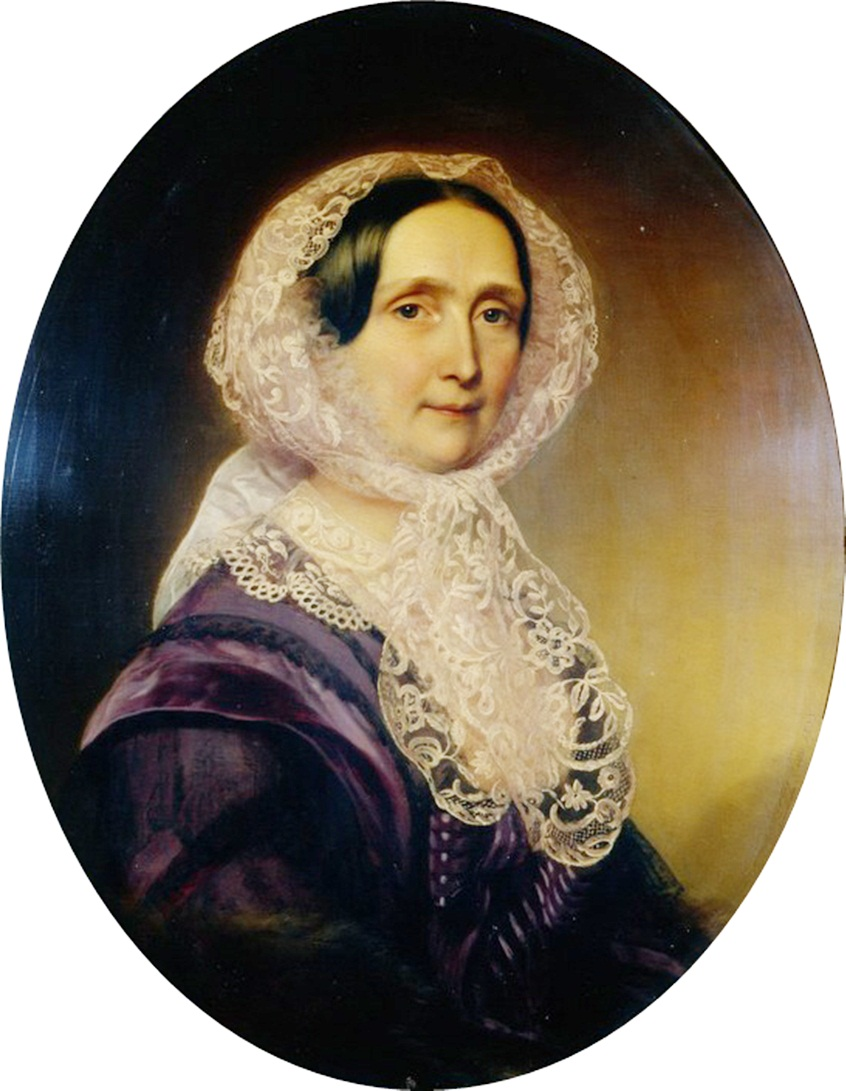
L'archiduchesse Sophie.

Second enfant et seconde fille du couple impérial, la naissance de l'archiduchesse en 1856 est raillée par les opposants à l'empire notamment le Hongrois dont la révolte avait été durement réprimée en 1849. Dans un esprit de conciliation, l'empereur décide de placer sa fille sous la protection de Sainte Gisèle de Bavière qui fut la première reine de Hongrie.
Comme tout enfant de maison régnante, comme sa sœur aînée Sophie - qui porte le prénom de la mère de l'empereur -  et leur frère le Kronprinz Rodolphe - qui porte le prénom du premier Habsbourg ayant ceint la couronne impériale - , l'archiduchesse Gisèle n'a pas été élevée par ses parents. En revanche, c'est sa grand-mère l'archiduchesse Sophie de Bavière, femme de caractère, qui, jugeant sa belle-fille trop jeune pour s'occuper d'un enfant, supervisa l'éducation des enfants impériaux.
Ressemblant tant au physique qu'au moral à son père, elle a, contrairement à sa mère, les pieds bien sur terre. Gisèle connaît peu sa sœur qui meurt dès 1857 au cours d'un voyage en Hongrie avec le couple impérial. Elle sera élevée avec son frère, de deux ans son cadet mais héritier de l'empire. La naissance d'un héritier est une victoire diplomatique pour l'empereur mais aussi le chant du cygne de la puissance autrichienne. De 1859 à 1879, l'empereur connaît une série de revers tant au point de vue politique que personnel. L'Autriche est chassée d'Italie et d'Allemagne qui s'unifient sous l'égide de dynasties rivales. Elle renonce à sa domination sur la Hongrie en créant la "double-monarchie" (au détriment des populations slaves de l'empire qui avaient soutenu la dynastie pendant la révolution de 1848/1849). Elle est contrainte de conclure une alliance avec la Prusse qui l'a chassée d'Allemagne, la Russie, sa rivale dans les Balkans puis le nouveau royaume d'Italie. Sur le plan intérieur, l'empereur est contraint de renoncer au pouvoir absolu et d'accepter un régime parlementaire. Enfin, l'économie autrichienne est durement touchée par la crise de 1873.
Sur le plan personnel, si l'empereur est profondément amoureux de son épouse et la gâte prodigieusement, l'impératrice Elisabeth, qui ne s'adapta jamais à la vie de cour, voyage à travers le monde, soutient la cause des Hongrois, s'occupe peu de ses enfants et des critiques dont son style de vie anticonformiste et ses amitiés masculines sont l'objet mais accorde un intérêt exalté à l'équitation et à sa dernière fille, née 10 ans après ses aînés, qu'elle prénomme d'autorité Marie-Valérie en hommage à la Hongrie. Outre sa benjamine, l'impératrice ne nourrit d'affection que pour ses parents et sa nombreuse fratrie.
Le frère de l'impératrice, le duc Maximilien-Emmanuel en Bavière surnommé par la famille « Mapperl », n'avait que 7 ans de plus que sa nièce Gisèle. Au début des années 1870, il s'était épris de la princesse Amélie de Saxe-Cobourg-Gotha, laquelle répondait au sentiment du jeune homme. Mais Amélie avait été fiancée par sa famille au prince Léopold de Bavière, prince cadet de la Maison royale de Bavière, second fils du prince Luitpold de Bavière et cousin germain du roi Louis II de Bavière. Soutien sans faille de son frère, l'impératrice Élisabeth - qui s'était si souvent plainte d'avoir été mariée trop jeune et de l'oppression de la vie de cour- entreprit alors de faire renoncer Léopold à ce mariage en lui proposant un parti plus avantageux : sa propre fille. Mapperl put ainsi épouser Amélie quelques années plus tard, en 1875, une fois le scandale des fiançailles rompues passé. Ils formèrent un couple très uni.
Usée par une vie de batailles et de déceptions, l'archiduchesse Sophie déplore que "politiquement ce mariage ne vaut rien" (sic!). Elle mourra peu après les fiançailles de sa petite-fille. 

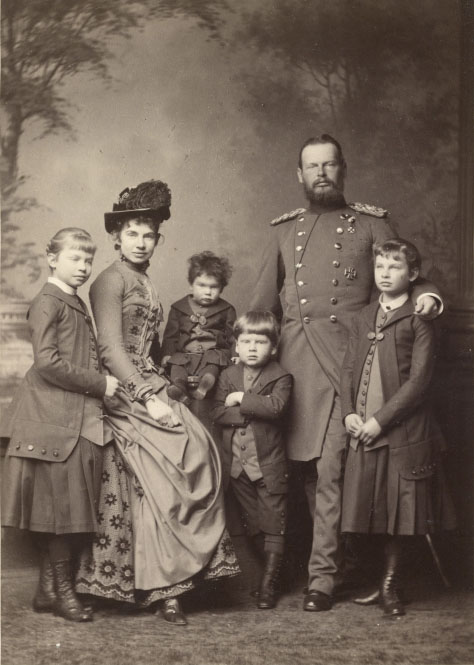
Portrait de famille.

Sans avoir été réellement consultée mais consciente de ses devoirs, Gisèle, fille aînée de l'empereur d'Autriche, épouse à 15 ans à Vienne le 20 avril 1873 le prince Léopold de Bavière, 26 ans, son cousin au 2e degré. Ils vécurent à Munich, en Bavière. Le couple eut quatre enfants :
- Élisabeth Marie (1874-1957) épouse en 1893 Otto, baron (puis comte en 1904) von Seefried auf Buttenheim (1870-1951) ;
- Augusta, (1875-1964) épouse en 1893 Joseph-Auguste de Habsbourg-Lorraine (1872-1962) - 6 enfants ;
- Georges (1880-1943) épouse en 1912 Isabelle d'Autriche-Teschen (1888-1951) (annulé en 1913) ;
- Conrad (1883-1969) épouse en 1921 la princesse Marie-Bonne de Savoie-Gênes (1/8/1896-2/2/1971) - 2 enfants.

Elle s'investit dans de nombreuses sociétés de charité, afin d'aider les plus démunis, les personnes sourdes et aveugles.
Les années 1880-1890 sont des années d'épreuve. En 1886, le roi Louis II de Bavière déclaré inapte à régner est destitué et enfermé dans un château. On le retrouvera noyé une semaine plus tard. Son frère et successeur Othon étant interné depuis plusieurs années, c’est son beau-père de Gisèle, Luitpold qui assume la régence. Dans le même temps, la duchesse d'Alençon, tante de Gisèle, songe à s'enfuir avec son médecin, un homme marié. La duchesse est confiée aux soins du docteur Kraft-Ebing qui soigne les pathologies sexuelles. 
En 1888, le grand-père de la duchesse meurt. 
En 1889, le frère de Gisèle est retrouvé mort aux côtés de sa maîtresse de 17 ans. 
En 1893, sa fille aînée, prénommée Élisabeth comme sa fantasque grand-mère, la fameuse Sissi, vit un sentiment partagé avec un jeune baron. Le jeune homme n'étant pas de sang royal, un mariage ne peut être envisagé. Les jeunes gens s'enfuient en Italie et se marient à Gênes. Le scandale, qui atteint autant la Maison royale de Bavière que la Maison impériale d'Autriche, est immense. 
En 1897, la duchesse d'Alençon, rétablie, meurt brûlée vive dans l'incendie du Bazar de la Charité à Paris. 
En 1898, la mère de Gisèle est assassinée à Genève.
En 1908, l'empereur François-Joseph célèbre ses 60 ans de règne. 
En 1912, le régent Luitpold meurt, son fils Louis, frère aîné de Léopold, assume à son tour la régence avant d'être proclamé roi l'année suivante.
Pendant la Première Guerre mondiale, Gisèle installe un hôpital militaire dans son palais, pendant que son mari est maréchal sur le front de l'Est.
En 1916, l'empereur François-Joseph meurt après 68 ans de règne.
Quand la révolution éclate en 1918, toute la famille fuit Munich, mais Gisèle reste et prend même part aux élections de 1919 pour l'Assemblée nationale de Weimar, premières élections où les femmes de plus de 20 ans purent voter.
Son mari meurt en 1930 et Gisèle meurt le 27 juillet 1932 à l’âge de 76 ans. Elle est enterrée près de son mari à Munich, dans l'église Saint Michel.

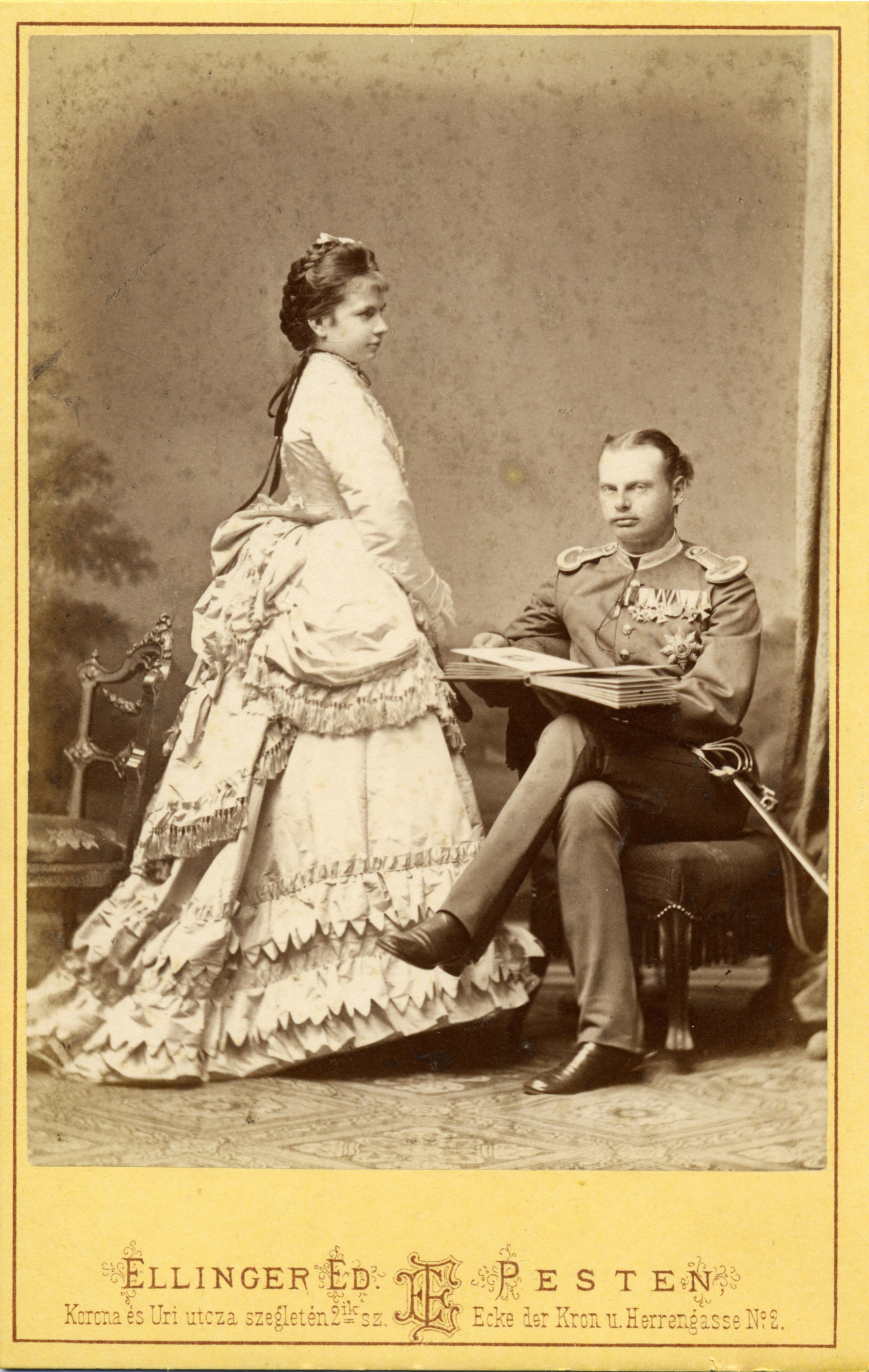
Gisèle et Léopold lors de leurs fiançailles (1872).
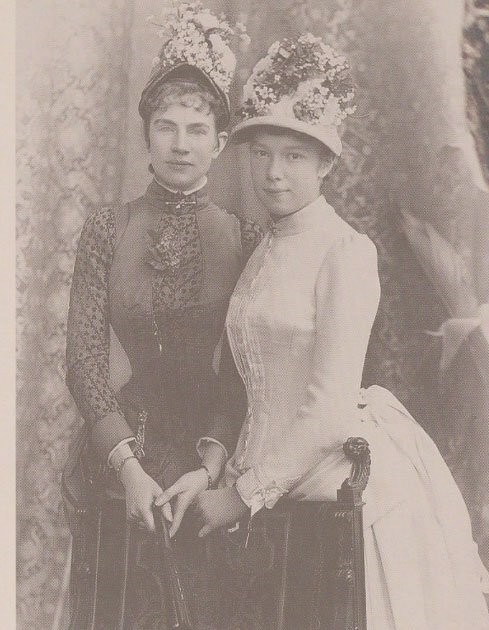
Gisèle (à gauche) et sa sœur Marie-Valérie (à droite).
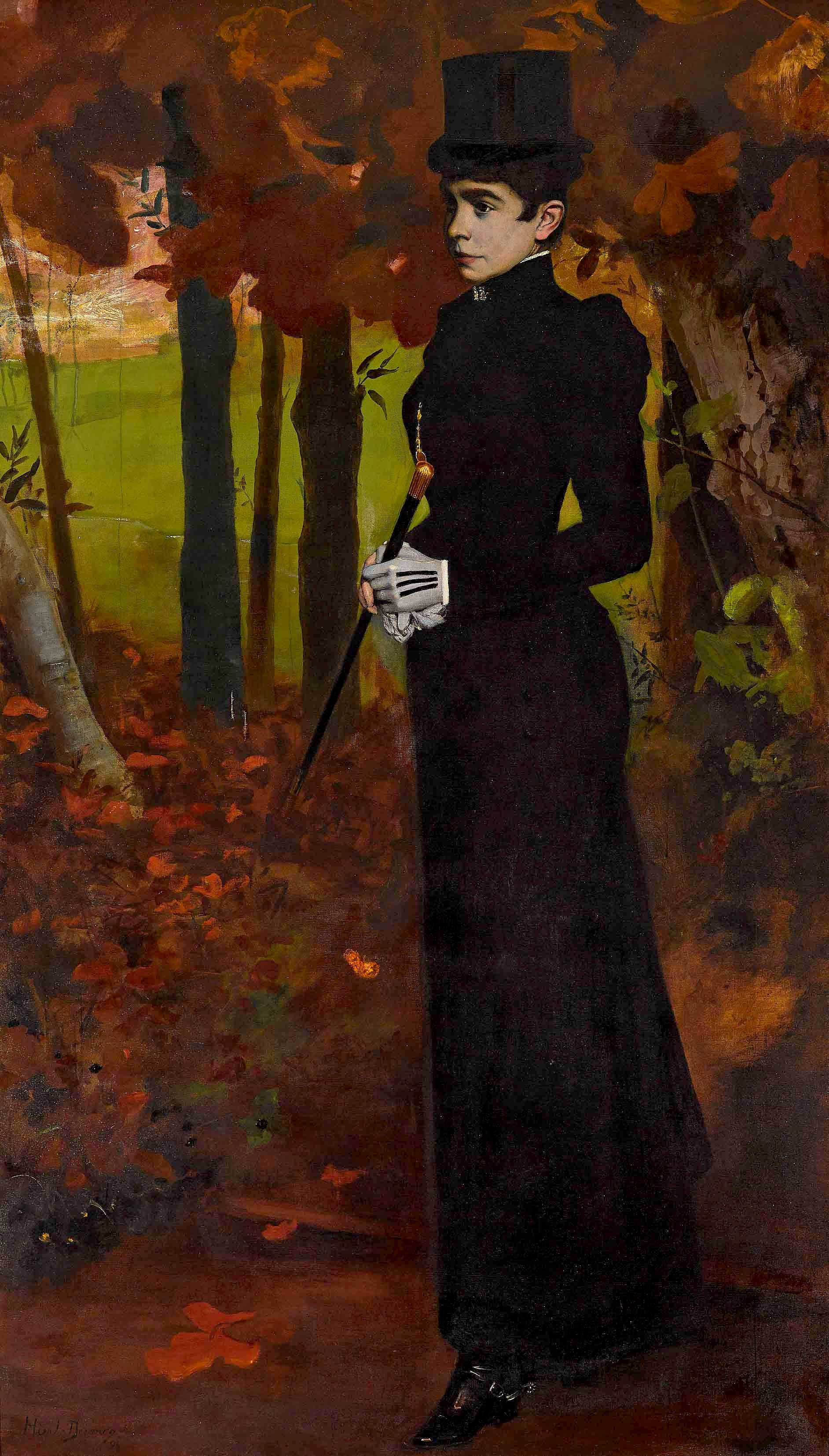
Portrait de Gisèle par Otto Hierl-Deronco (1898).